# Dede Westbrook
Decrick De’Shawn „Dede“ Westbrook (* 21. November 1993 in Cameron, Texas) ist ein ehemaliger US-amerikanischer American-Football-Spieler. Er spielte von 2017 bis 2020 auf der Position des Wide Receivers für die Jacksonville Jaguars in der National Football League (NFL). In der Saison 2021 stand er bei den Minnesota Vikings unter Vertrag.

## College
Wesbrook spielte zwei Jahre für die University of Oklahoma. In seinem ersten Jahr für Oklahoma fing er 46 Pässe für 743 Yards und 4 Touchdowns. Seinen Durchbruch schaffte Westbrook in seinem zweiten Jahr für die Oklahoma Sooners, er konnte seine statistischen Werte signifikant steigern. So kam er 2016 auf 80 Passfänge für 1.524 Yards und 17 Touchdowns. Außerdem konnte Westbrook einen Punt-Return-Touchdown erzielen.
Für seine überragenden Leistungen in der Saison 2016 wurde Westbrook zum besten Spieler der Big 12 Conference und in das First-team All-Big 12 gewählt. Bei der Wahl zur Heisman Trophy wurde Westbrook Vierter, vor ihm wurden Lamar Jackson, Deshaun Watson und sein Sooners-Teamkollege Baker Mayfield gewählt.

## NFL
Dede Westbrook wurde beim NFL Draft 2017 in der vierten Runde an Position 110 von den Jacksonville Jaguars ausgewählt. Er unterschrieb bei den Jaguars einen Vierjahresvertrag über 3.076.164 US-Dollar.
Verletzungsbedingt verpasste Westbrook den Beginn der Saison 2017 und wurde von den Jaguars auf die Injured Reserve List gesetzt. In der 11. Woche der Saison feierte er beim Spiel gegen die Cleveland Browns dann sein NFL Debüt. In Woche 14, beim Sieg gegen die Seahawks erzielte Westbrook seinen ersten Touchdown. Insgesamt spielte er in seiner ersten Profisaison siebenmal, davon fünfmal als Starter. Insgesamt kam er in seiner Rookie-Saison auf 27 Passfänge für 339 Yards und einem Touchdown.
Ende Juli 2021 verpflichteten die Minnesota Vikings Westbrook. Er fing bei den Vikings zehn Pässe für 68 Yards und war Punt Returner.
Am 15. November 2022 nahmen die Green Bay Packers Westbrook für ihren Practice Squad unter Vertrag. Am 13. Dezember wurde er entlassen.